# Frank Kratovil
Frank Michael Kratovil Jr. est un homme politique américain né le 29 mai 1968 à Lanham (Maryland). Membre du Parti démocrate, il est élu à la Chambre des représentants des États-Unis dans le 1er district du Maryland de 2009 à 2011.

## Biographie

### Carrière professionnelle
Diplômé du Western Maryland College en 1990 puis de l'université de Baltimore en 1994, Frank Kratovil devient assistant de justice, d'abord dans le comté du Prince George (1994-1997) puis dans le comté de Queen Anne (1997-2001). En 2002, Kratovil est élu procureur d'État (state's attorney) pour le comté de Queen Anne. Il est alors le plus jeune procureur d'État de l'histoire du Maryland. Il est réélu pour un second mandat en 2006.
À l'issue de son mandat au Congrès, Kratovil reprend sa carrière professionnelle. Après un bref passage dans un cabinet d'avocats, Kratovil devient l'adjoint du procureur d'État du comté du Prince George puis est nommé juge de district du comté de Queen Anne par Martin O'Malley en décembre 2011.

### Représentant des États-Unis
Lors des élections de 2008, il est candidat à la Chambre des représentants des États-Unis dans le 1er district du Maryland, qui comprend une partie de la baie de Chesapeake et l'Eastern Shore du Maryland. Il est élu de justesse avec 49,1 % des voix contre 48,3 % pour le sénateur républicain Andy Harris. Harris, un conservateur, avait battu le modéré sortant Wayne Gilchrest (en) lors de la primaire républicaine et Gilchrest avait soutenu Kratovil lors de l'élection générale,.
S'il vote en faveur de la loi contre le réchauffement climatique et du plan de relance, Kratovil s'oppose à la réforme du système de santé soutenue par le président Obama. Il est membre de Blue Dog Coalition.
Il est candidat à un deuxième mandat en 2010. Dans une circonscription qui a donné 18 points d'avance à John McCain en 2008, Kratovil est considéré comme l'un des représentants les plus en danger du pays. Il est battu par Andy Harris, ne rassemblant que 42 % des suffrages contre 54 % pour son adversaire de 2008.

### Vie privée
Kratovil a cinq enfants avec son épouse Kimberly, quatre garçons (Frankie, Cole, Nate et Jackson) et une fille (Ayden Lee).